# Tipula (Lunatipula) duplex
Tipula (Lunatipula) duplex is een tweevleugelige uit de familie langpootmuggen (Tipulidae). De soort komt voor in het Nearctisch gebied.